# 2016 YM4
2016 YM4 ist ein Asteroid, der zu den Erdnahen Asteroiden (Apollo-Typ) zählt und am 24. Dezember 2016 von Mount Lemmon Survey (IAU-Code G96) entdeckt wurde. Der Asteroid wird (Stand: 23. Februar 2025) auf der NEO Risk List mit einer Einschlagswahrscheinlichkeit von 1 zu 72463 am 20. Juli 2121 geführt. Der Durchmesser des Asteroids wird auf etwa 90 bis 200 Meter geschätzt. 